# シーザー・ラモス
シーザー・ラモス（Cesar Ramos, 1984年6月22日 - ）は、アメリカ合衆国・カリフォルニア州ロサンゼルス出身の元プロ野球選手（投手）、指導者。左投左打。

## 経歴

### プロ入り前
カリフォルニア州ロサンゼルスでメキシコ移民2世として生まれる。
2002年のMLBドラフトでタンパベイ・デビルレイズから6巡目で指名されたが、両親の希望もあって、カリフォルニア州立大学ロングビーチ校への進学を選択。大学時代は同学年にトロイ・トゥロウィツキー、1学年下には後にレイズでもチームメイトになるエバン・ロンゴリアがいた。

### プロ入りとパドレス時代

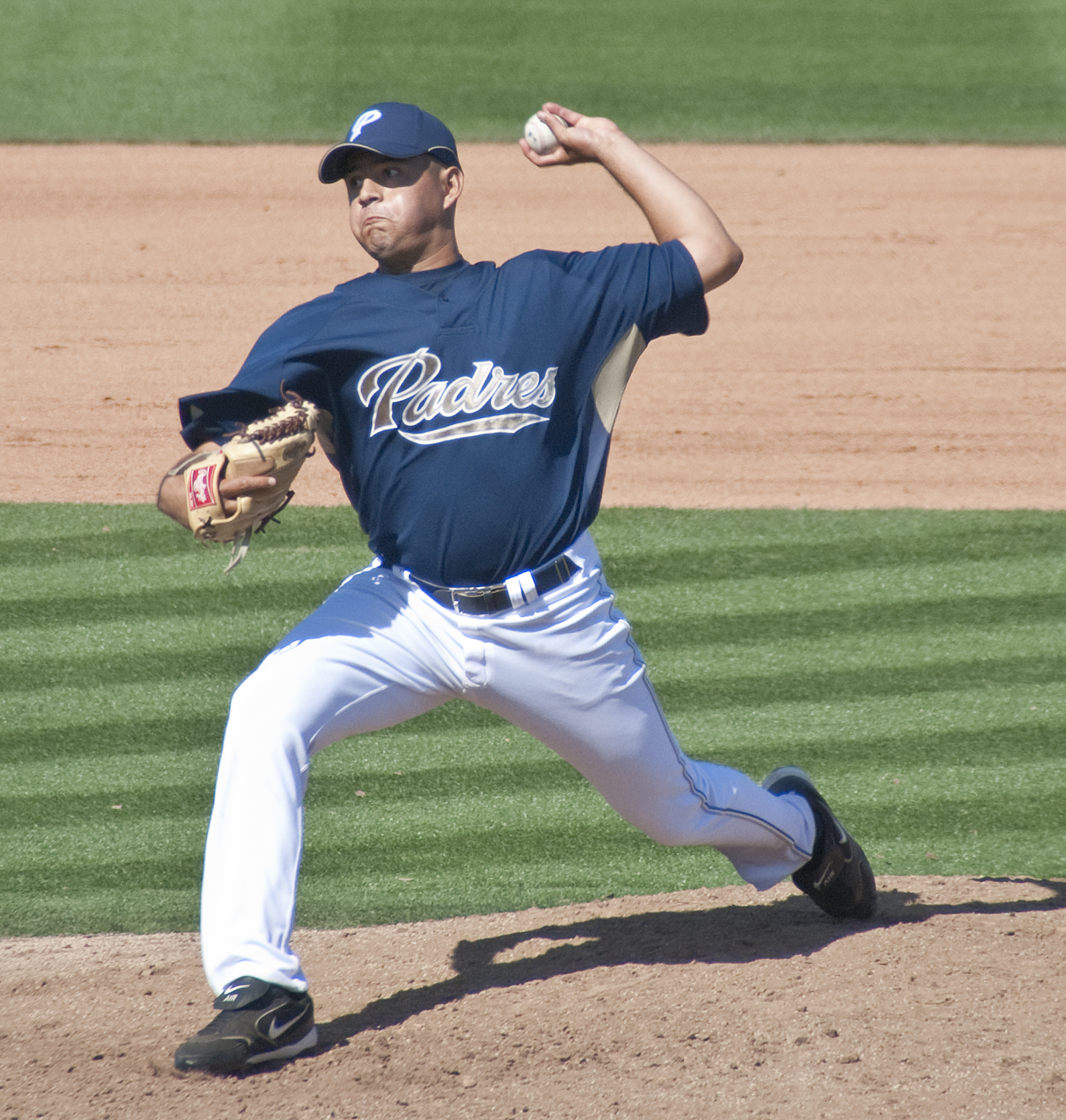
パドレス時代

2005年のMLBドラフト1巡目追補（全体35位）でサンディエゴ・パドレスから指名され、プロ入り。
2009年9月16日のアリゾナ・ダイヤモンドバックス戦でメジャーデビュー。
2010年は初めて開幕ロースター入りを果たしたが、14試合で防御率11.88と振るわず、シーズンの多くをAAA級ポートランド・ビーバーズで過ごした。

### レイズ時代
2010年12月17日にジェイソン・バートレットとのトレードで、ブランドン・ゴームスらと共にタンパベイ・レイズへ移籍した。
2013年開幕前の3月には、第3回WBCのメキシコ代表に選出された。
2014年1月17日にレイズと74万9750ドルの1年契約に合意した。

### エンゼルス時代
2014年11月5日にマーク・サッピントンとのトレードで、ロサンゼルス・エンゼルス・オブ・アナハイムへ移籍した。
2015年は自己ベストの65試合に投げ、通算250試合登板に到達。防御率と与四球率で自己2位の数字を記録したが、12月2日にノンテンダーFAとなった。

### レンジャーズ時代
2016年1月5日にテキサス・レンジャーズとマイナー契約を結んだ。開幕は傘下のAAA級ラウンドロック・エクスプレスで迎え、4月25日にメジャー契約を結んで25人枠入りした。7月22日にDFAとなり、25日に自由契約となった。

### タイガース傘下時代
2016年8月4日にデトロイト・タイガースとマイナー契約を結び、傘下のAAA級トレド・マッドヘンズへ配属された。11月7日にFAとなった。

### フィリーズ傘下時代
2017年1月5日、フィラデルフィア・フィリーズとマイナー契約を結び、同年のスプリングトレーニングに招待選手として参加することになった。開幕後はAAA級リーハイバレー・アイアンピッグスに所属して40試合に登板したが、メジャー昇格の機会はなく、オフの11月6日にFAとなった。

### ドジャース傘下時代
2018年2月18日にロサンゼルス・ドジャースとマイナー契約を結んだが、開幕前の3月29日に自由契約となった。

### 現役引退後
2021年はフィリーズ傘下のリハビリ投手コーチ、2022年から2023年まではフィリーズ傘下AAA級リーハイバレー・アイアンピッグスで投手コーチを務めた
2024年からはフィラデルフィア・フィリーズでブルペンコーチを務める。

## 投球スタイル
平均球速91.2mph（約147.6km/h）のフォーシームを軸に、ツーシーム、スライダー、カーブ、チェンジアップをバランス良く投げる。カーブは平均球速68.3mph（約109.9km/h）とかなり遅い。2014年からはツーシームを投げなくなり、代わりにスライダーの割合を大幅増させた。

## 詳細情報

### 年度別投手成績
| 年 度     | 球 団     | 登 板 | 先 発 | 完 投 | 完 封 | 無 四 球 | 勝 利 | 敗 戦 | セ 丨 ブ | ホ 丨 ル ド | 勝 率 | 打 者 | 投 球 回 | 被 安 打 | 被 本 塁 打 | 与 四 球 | 敬 遠 | 与 死 球 | 奪 三 振 | 暴 投 | ボ 丨 ク | 失 点 | 自 責 点 | 防 御 率 | W H I P |
| --------- | --------- | ----- | ----- | ----- | ----- | -------- | ----- | ----- | -------- | ----------- | ----- | ----- | -------- | -------- | ----------- | -------- | ----- | -------- | -------- | ----- | -------- | ----- | -------- | -------- | ------- |
| 2009      | SD        | 5     | 2     | 0     | 0     | 0        | 0     | 1     | 0        | 0           | .000  | 62    | 14.2     | 19       | 0           | 4        | 0     | 0        | 10       | 0     | 0        | 5     | 5        | 3.07     | 1.57    |
| 2010      | SD        | 14    | 0     | 0     | 0     | 0        | 0     | 1     | 0        | 2           | .000  | 47    | 8.1      | 18       | 1           | 4        | 0     | 0        | 9        | 1     | 1        | 11    | 11       | 11.88    | 2.64    |
| 2011      | TB        | 59    | 0     | 0     | 0     | 0        | 0     | 1     | 0        | 3           | .000  | 192   | 43.2     | 36       | 4           | 25       | 8     | 3        | 31       | 1     | 0        | 22    | 19       | 3.92     | 1.40    |
| 2012      | TB        | 17    | 1     | 0     | 0     | 0        | 1     | 0     | 0        | 0           | 1.000 | 120   | 30.0     | 19       | 2           | 10       | 0     | 2        | 29       | 0     | 0        | 7     | 7        | 2.10     | 0.97    |
| 2013      | TB        | 48    | 0     | 0     | 0     | 0        | 2     | 2     | 1        | 1           | .500  | 288   | 67.1     | 66       | 6           | 22       | 6     | 2        | 53       | 3     | 0        | 31    | 31       | 4.14     | 1.31    |
| 2014      | TB        | 43    | 7     | 0     | 0     | 0        | 2     | 6     | 0        | 2           | .250  | 360   | 82.2     | 73       | 8           | 39       | 7     | 1        | 66       | 4     | 0        | 39    | 34       | 3.70     | 1.35    |
| 2015      | LAA       | 65    | 0     | 0     | 0     | 0        | 2     | 1     | 0        | 5           | .667  | 221   | 52.1     | 55       | 2           | 15       | 0     | 3        | 43       | 5     | 0        | 17    | 16       | 2.75     | 1.34    |
| 2016      | TEX       | 16    | 4     | 0     | 0     | 0        | 3     | 3     | 1        | 0           | .500  | 212   | 47.2     | 60       | 12          | 20       | 1     | 1        | 27       | 0     | 0        | 34    | 32       | 6.04     | 1.68    |
| 通算：8年 | 通算：8年 | 267   | 14    | 0     | 0     | 0        | 10    | 15    | 2        | 13          | .400  | 1502  | 346.2    | 346      | 35          | 139      | 22    | 12       | 268      | 14    | 1        | 166   | 155      | 4.02     | 1.40    |

### 背番号
- 34（2009年 - 2010年）
- 55（2011年 - 同年途中、2016年）
- 27（2011年途中 - 2014年）
- 37（2015年）

### 代表歴
- 2013 ワールド・ベースボール・クラシック・メキシコ代表